# Tobey Maguire
Tobias Vincent Maguire, ameriški filmski igralec in producent, * 27. junij 1972 Santa Monica, Kalifornija, ZDA.
Najbolj je znan po vlogi Petra Parkerja/Spider-Mana v filmih Spider-Man (2002), Spider-Man 2 (2004) in Spider-Man 3 (2007), isto vlogo pa je pozneje odigral tudi v filmu Spider-Man: Ni Poti Domov (2021). 
Maguire se je rodil v Los Angelesu in je svojo kariero začel v stranskih vlogah. Njegova prebojna vloga je bila Spider-Man v istoimenskih filmih med leti 2002 in 2007. Maguire je napredoval čez svojo kariero z dramatičnimi vlogami v Seabiscuit (2003), Dobri Nemec (2006) in Veliki Gatsby (2013). Začel je tudi producirati filme, vključno s Poslednja noč (2002) in Seabiscuit. 
Maguire je bil nominiran za zlati globus za najboljšega igralca v filmski drami za vojno dramo Brata (2009). Leta 2012 je ustanovil lastno produkcijsko podjetje Material Pictures in koproduciral Dobri ljudje (2012), Dvoboj stoletja (2014) in Babylon (2022).
Maguire je ločen in ima dva otroka.